# Eugénie-les-Bains
Eugénie-les-Bains (gaskonsko Las Aigas) je zdraviliško naselje in občina v francoskem departmaju Landes regije Akvitanije. Naselje je leta 2009 imelo 470 prebivalcev.

## Geografija
Kraj leži v pokrajini Gaskonji ob reki Bahus, 25 km jugovzhodno od Mont-de-Marsana.

## Uprava
Občina Eugénie-les-Bains skupaj s sosednjimi občinami Aire-sur-l'Adour, Bahus-Soubiran, Buanes, Classun, Duhort-Bachen, Latrille, Renung, Saint-Agnet, Saint-Loubouer, Sarron in Vielle-Tursan sestavlja kanton Aire-sur-l'Adour s sedežem v Airu. Kanton je sestavni del okrožja Mont-de-Marsan.

## Zgodovina
Občina je bila ustanovljena leta 1861 iz dela občine Saint-Loubouer, poimenovana v čast cesarice Eugenie de Montijo (1826-1920), žene Napoleona III.

## Zanimivosti
- neoklasicistična cerkev sv. Evgenije, zgrajena v letih 1869-1892,
- zdraviliški kompleks; žvepleni izviri so bili znani že v rimskem obdobju,
- arena Eugénie-les-Bains.